# Кастеллуччо-дей-Саурі
Кастеллуччо-дей-Саурі (італ. Castelluccio dei Sauri) — муніципалітет в Італії, у регіоні Апулія,  провінція Фоджа.
Кастеллуччо-дей-Саурі розташоване на відстані близько 260 км на схід від Рима, 120 км на захід від Барі, 20 км на південь від Фоджі.
Населення — 2164 особи (2014).

## Демографія
Населення за роками:

Станом на 1 січня 2023 року в муніципалітеті офіційно проживали 243 іноземці з 21 країни, серед них 104 громадяни країн Євросоюзу та 13 громадян України.

## Сусідні муніципалітети
- Асколі-Сатріано
- Бовіно
- Делічето
- Фоджа
- Орсара-ді-Пулья
- Троя